# Kyreniaporten
Kyreniaporten (grekiska: Πύλη της Κερύνειας, turkiska: Girne Kapısı) en av tre tidigare stadsportar i Nicosias ringmur på ön Cypern. Den ligger i den del av staden som tillhör Nordcypern. 
Stadsporten byggdes omkring 1562 när 
Republiken Venedig förstärkte stadens murar på grund av hot från det osmanerna. Porten, som var försedd med fällgaller, kallades Porta del Provveditore efter den lokala guvernören och ingenjören Francesco Barbaro och utsmyckades med ett lejon.
Efter osmanernas erövring av Cypern  reparerades porten och förhöjdes med ett fyrkantigt rum med en kupol ovanpå som användes som vaktkur. Osmanerna kallade den Edirneporten och satte upp en marmorplatta med sultan Mahmud II:s tugra och årtalet 1821 på väggen. Porten öppnades vid böneutropet på morgonen och stängdes efter aftonbönen.
År 1931 byggde britterna två vägar runt stadsporten och gav den dess nuvarande namn eftersom den främst hade använts vid transporter till de norra delarna av Cypern och Kyrenia. I byggnaden finns en turistbyrå.